# Genrich Sidorenkov
Genrich Ivanovič Sidorenkov (rusky Генрих Иванович Сидоренков; 11. srpna 1931, Bedstvenka – 5. ledna 1990, Moskva) byl sovětský reprezentační hokejový obránce. V roce 1956 získal titul Zasloužilého mistra sportu.
S reprezentací Sovětského svazu získal jednu zlatou olympijskou medaili (1956) a dále jednu bronzovou medaili (1960). Dále je držitelem jednoho zlata (1954), tří stříber ( 1957, 1958 a 1959) a jednoho bronzu (1961) z MS.